# جون شيفرد بارون
جون شيفرد بارون (بالإنجليزية: John Shepherd-Barron)‏ (23 يونيو 1925 – 15 مايو 2010) إسكتلندي اخترع آلة الصراف الآلي.
توفي عن 84 عاما الإسكتلندي جون شيفرد بارون
الذي جاءته فكرة اختراع أول ماكينة للصراف الآلي في العالم وهو جالس في الحمام بعدما لم يتمكن من دخول البنك الذي يتعامل معه.
واستلهم شيفرد بارون فكرته من ماكينة تخرج قطعا من الشوكولاتة. وباع فكرته لاحقا إلى مدير تنفيذي في بنك باركليز البريطاني.
وبعد أكثر من 40 عاما على تدشين أول ماكينة للصراف الآلي في بنك شمال لندن أصبح بوسع العملاء الآن استخدام 1.7 مليون ماكينة على مستوى العالم.
وقال شيفرد بارون في مقابلة مع هيئة الإذاعة البريطانية بي.بي.سي عام 2007 احتفالا بالذكرى الاربعين لفكرته «سيطرت على فكرة انه يجب أن تكون هناك وسيلة كي اصل إلى أموالي في أي مكان في العالم... استلهمت الفكرة من ماكينة تخرج قطعا من الشوكولاتة مع استبدال الشوكولاتة بالنقود».
وقبل البطاقات البلاستيكية استخدم أول عملاء سحبوا أموالهم من ماكينات الصراف الآلي شيكات خاصة معالجة بمادة مشعة. وكانت الماكينات مصممة بصورة تمكنها من التعرف على الشيكات وإخراج النقود بمجرد أن يدخل العميل رقم التعريف الشخصي